# Haffner szerenád
Wolfgang Amadeus Mozart D-dúr szerenádja, amely a „Haffner” becenevet viseli, 250-es számmal szerepelt az eredeti Köchel-jegyzékben, jelenleg a 248b szám alatt található.
A mű érdekes módon 8 tételből áll:
1. Allegro maestoso
2. Andante
3. Menuetto
4. Rondeau. Allegro
5. Menuetto galante
6. Andante
7. Menuetto
8. Adagio – Allegro assai

Elisabeth Haffner Salzburg nagytekintélyű és számos érdemet szerzett polgármesterének (egyben dúsgazdag nagykereskedőnek) leánya volt. Az ő esküvőjére írta Mozart 1776 nyarán a D-dúr szerenádot, de a Haffner nevet utóbb egy, ugyancsak D-dúrban írt szimfóniájával is halhatatlanná tette. 
A szerenád a zeneszerző e korszakában delelőjére jutott „gáláns” stílus egyik remekmívű alkotása. Nyitó tétele ismét súlyos bevezetéssel indul, Haydn szimfóniakezdeteinek mintájára. Ez a bevezető már motivikus kapcsolatot tart a rákövetkező főtétellel, de a többi tétel formai megoldásában is új utakat próbálgat Mozart: így a virtuózan felépített rondóban, vagy a második lassú tételben, ahol a rondóformát variációs szerkezettel ötvözi össze.
A szerenád fényes hangzásába, terjedelmes tételeinek (közöttük három ismét miniatűr hegedűkoncert) ünnepi pompájába csak egy ízben vegyül tragikus hang: az első menüettben, amely már hangneme révén is (g-moll) Mozart fájdalmas és baljós hangulatú tételeinek sorába illik.

## Külső hivatkozások
- K250 A Much Later Performance of the "Haffner" Symphony – Dennis Pajot írása a Mozart Forumon